# Гордон, Александр, 1-й граф Хантли
Александр Сетон, 1-й граф Хантли (англ. Alexander Seton, 1st Earl of Huntly; умер 15 июля 1470 года), принявший фамилию Гордон в 1457 году — могущественный шотландский магнат XV века. Он был посвящен в рыцари в 1439 или 1440 году. Владел титулами — лорд Баденох, лорд Гордон, лорд Стратбоги и Клуни.

## Биография
Старший сын Александра Сетона, лорда Гордона (умер в 1440 году), второго сына сэра Уильяма Сетона. Женой Александра Сетона была Элизабет Гордон (умерла 16 марта 1439 года), дочь и наследница сэра Адама Гордона (ум. 1402), вождя клана Гордон.
В 1435 году Александр Сетон сопровождал принцессу Маргарет Шотландскую во Францию на свадьбу с 9-м дофином и будущим королем Людовиком XI. В грамоте от 23 февраля 1439 года он назван сэром Александром Сентом из Таллибоди, наследником Элизабет Гордон. Грамота подтверждала ранее осуществленный обмен земель в Даннотаре между сэром Уильямом Кейтом, Маргарет Фрейзер (его бабкой и дедом по материнской линии) и Уильямом Линдси — лордом Байрс.
Александр Сетон унаследовал от своего отца титула лорда Гордона и земли в апреле 1441 года. Затем Александр Сетон передал свои земли короне, а взамен получил грамоту для себя и своей жены Элизабет на титул лорда Гордона и графства Беррик, Страбоги, Эбойн, Глентаннер и Глейнмуйк в Абердиншире, земли Панбрайд в графстве Форфар, которые должен был унаследовать его сын Джордж Гордон и его законные наследники мужского пола.

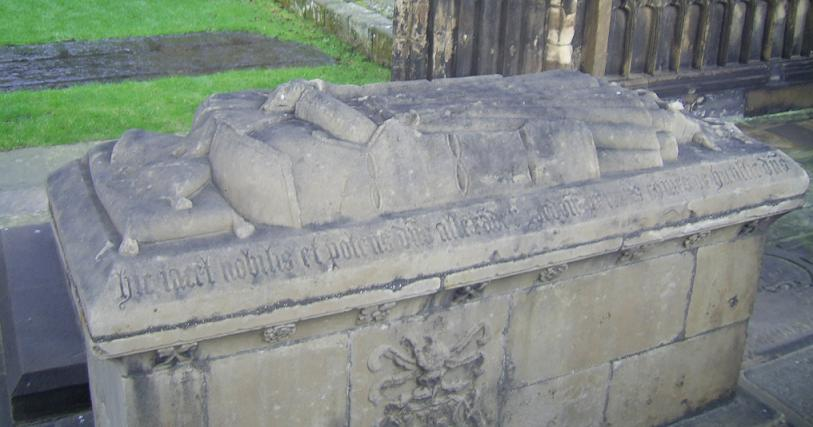
Могила Александра Гордона, 1-го графа Хантли, в Элгинском соборе

В 1449 году Александр Гордон получил титул пэра и графа Хантли от короля Шотландии Якова II. 3 июля того же года он был свидетелем в грамоте, дарованной Джеймсу Гамильтону, 1-му лорду Гамильтону . Позже в том же году он присутствовал у ворот аббатства Арброт, когда вожди кланов Огилви и Линдси выдвинули требования и жалобы юстициариям этого аббатства. Во время конфликта, разгоревшегося между кланами, клан Огилви был разбит, а граф Александр Хантли после попытки поддержки клана Огилви вынужден был бежать с поля боя.
Граф Хантли был втянут в борьбу против клана Дуглас, лорда Островов и клана Линдси, графов Кроуфорд, будучи тесно связанным с Уильямом Крайтоном, лордом-канцлером Шотландии. 28 апреля 1451 года он получил королевскую грамоту на земли Баденох и замок Ратвен. Граф Хантли сражался на стороне короля против клана Дуглас во время восстания клана Дуглас и победил в битве при Брикине 18 мая 1452 года.
Граф Хантли принял фамилию Гордон около 1457 года. Он скончался 15 июля 1470 года в замке Хантли и был похоронен в Элгинском кафедральном соборе.

## Семья
Александр Гордон женился в первый раз 8 января 1426 года на Эгидии Хэй, дочери и наследнице Джона Хэя из Таллибоди. У них был сын:
- Александр Сетон, предок клана Сетон из Тоуча и Аберкорна, который унаследовал землю, которая принадлежавшую его матери[9].

Александр Гордон аннулировал брак с Эгидией Хэй в 1438 году для того, чтобы вступить в брак с Элизабет Крайтон, дочерью Уильяма Крайтона (ум. 1454), лорда-канцлера канцлера Шотландии. У Александра и Элизабет были дети:
- Джордж Гордон, 2-й граф Хантли (ум. 1501), наследовал титул графа и земли[10].
- Сэр Александр Гордон из Мидмара, позднее Абергелди, был женат на Беатрис Хэй (1449—1517), дочери Уильяма Хэя, 1-го графа Эррола (1423—1462)[10]
- Адам Гордон, декан Кейтнесского собора[10]
- Уильям Гордон[10]
- Маргарет Гордон, жених с 1457 года Николас Хэй, 2-й граф Эррол (1436—1470), но по какой-то причине брак не состоялся. Николас Хэй женился на её сестре Элизабет[10].
- Элизабет Гордон (ум. 1500), муж — Николас Хэй, 2-й граф Эррол, 2-й муж — Джон Кеннеди, 2-й лорд Кеннеди (1454—1508)[10]
- Кристиан Гордон, муж с 1468 года Уильям Форбс, 3-й лорд Форбс, который враждовал с кланом Гордон[10].
- Кэтрин Гордон, 30 сентября 1461 года была обручена с Арчибальдом (которому было тогда 12 лет), старшим сыном Джорджа Дугласа, 4-го графа Ангуса, но брак не состоялся[11].

Александр Гордон также имел двух детей от дочери Камминга из Алтайра, которую называли еще «Честная Дева Морея», но нет никаких свидетельств о браке между ними. Их дети:
- Джанет (ум. 1470/1473), муж — Джеймс Иннс из Иннса[11]
- Маргарет (ум. 1506), муж с 1484 года Хью Роуз, 6-й лорд Килраука[11]